# Minuartia orthophylla
Minuartia orthophylla là loài thực vật có hoa thuộc họ Cẩm chướng. Loài này được (Beck) Dvořáková mô tả khoa học đầu tiên năm 1991.